# آلساندرو بیانکی
آلساندرو بیانکی (به ایتالیایی: Alessandro Bianchi) بازیکن فوتبال و اهل ایتالیا است که از سال ۱۹۹۲ میلادی عضو تیم ملی فوتبال ایتالیا بوده و در ۹ بازی ملی حضور داشته‌است. او در بازی‌های ملی‌اش گلی به ثمر نرساند.
آلساندرو بیانکی آخرین بازی ملی خود را در سال ۱۹۹۴ میلادی انجام داد.